# ری گودینگ
ری گودینگ (انگلیسی: Ray Gooding؛ زادهٔ ۱۶ فوریهٔ ۱۹۵۹) بازیکن فوتبال اهل بریتانیا است.
از باشگاه‌هایی که در آن بازی کرده‌است می‌توان به باشگاه فوتبال بریستول سیتی، باشگاه فوتبال کاونتری سیتی، و باشگاه فوتبال پلیموث آرگیل اشاره کرد.